# Witold Urbanowicz
Witold Urbanowicz (30 tháng 3 năm 1908 – 17 tháng 8 năm 1996) là một trong những phi công thiện xạ nổi tiếng nhất trong lịch sử Ba Lan trong Chiến tranh thế giới thứ hai. Theo các tài liệu chính thức, ông là phi công có thành tích nổi bật thứ hai trong lịch sử không quân Ba Lan, với thành tích bắn hạ tới 17 máy bay chiến đấu và một chiếc không lực, chưa kể tới những chiến công của ông trước Thế chiến II. Ông đã được trao rất nhiều huân chương và quân hàm chiến binh trong lịch sử như Virtuti Militari và Huân chương Thập tự Phòng Không Vương quốc Anh. Ông cũng đã từng ghi chép nhiều ký sự về cuộc đời mình.

## Tiểu sử
Sinh ra ở Olszanka vào thời điểm suy tàn của Đế quốc Nga, ông đã chịu rất nhiều ảnh hưởng về không quân khi được chứng kiến các cuộc không chiến của Không quân Đế quốc Nga chống lại các máy bay Đế quốc Áo-Hung và Đế quốc Đức. Do đó, từ nhỏ, ông đã thu thập rất nhiều những kiến thức không lực và phòng không.
Năm 1930, ông tới Dęblin gia nhập trường không quân Szkola Podchorazych Lotnictwa, và tốt nghiệp năm 1932 với tư cách là Trung úy thứ Hai. Sau đó ông được đôn lên phi đội ném bom đêm của Trung đội Không quân thứ Nhất tại Warszawa. Trong những năm sau đó, ông hoàn tất việc học vấn về không quân để trở thành phi công chiến đấu. Cùng lúc đó, ông đã được bay với Trung đội 113 và Trung đội 111 của Trung đoàn Kosciuszko.
Tháng 8 năm 1936, trên chiếc PZL P.11 của mình, ông đã bắn hạ một máy bay trinh sát của Liên Xô, và đã được các sĩ quan cấp trên ngấm ngầm chúc mừng và tán thưởng và theo như một sự "trừng phạt", tháng 10 năm 1936 ông được chuyển đến một trường không quân ở Dęblin và được đặt mật danh là "Rắn hổ mang".

### Thế chiến II
Ông đã được bay với chính PZL P.7 của không quân Ba Lan thuở sơ khai, bay quanh phi trường Dęblin và Ułęż khi xảy ra sự kiện tấn công Ba Lan. Lực lượng ông tham gia lúc đó chủ yếu là những phi công không chuyên thuộc Nhóm Ulez. Mặc dù rất ít khi đụng độ không quân, người Ba Lan gần như không thế đối đầu với người Đức vốn mạnh hơn về không quân. Vào ngày 8 tháng 9, trường phải di dời.
Ông cùng với vài học viên chạy trốn tới România khi được tin rằng Anh và Pháp có thể đã điều máy bay tới cứu người Ba Lan để hỗ trợ vũ trang, song thực tế lại chẳng có gì. Ông lại quay về Ba Lan chiến đấu chống giặc Đức nhưng sau khi Liên Xô tấn công Ba Lan, ông bị người Nga bắt sống. May mắn thay, ông và hai học viên khác đã đào tẩu được sang Romania, từ đó sang Pháp và tham gia vào việc thành lập đội quân lưu vong mới sau khi Ba Lan mất nước lần nữa.
Ở Pháp, ông được người Anh vời vào tham gia Không quân Hoàng gia Anh cùng các phi công Ba Lan khác tại Vương quốc Liên hiệp Anh và Bắc Ireland. Ở đó, ông tham gia vào khóa đào tạo ở trường phối hợp quân sự số 1 tại Old Sarum, thì ông được điều vào lữ đoàn OTU thứ 6 cho việc tái huấn luyện vào tháng Bảy năm 1940. Tháng 8, ông được điều vào Không đoàn 145 RAF khi nó hoạt động vào mùng 4 tháng 8 năm 1940. Bốn ngày sau, ông viết lịch sử khi bắn hạ một máy bay Messerschmitt Bf 110 của Đức, do Thiếu tá Joachim Schlichting của chiếc V/Lehrgeschwader 1 khi bay với phi động 601 (dù lúc đó ông vẫn chưa trong phi đội), và trong ngày 12 ông làm điều tương tự với chiếc Junkers Ju 88 của Kampfgeschwader 51.
Ngày 21 tháng 8, ông chuyển sang Không đoàn 303 RAF, một không đoàn hoàn toàn do người Ba Lan làm chủ và bay trên chiếc Hawker Hurricane với tư cách phi công Hạng "A". Vào ngày 6 tháng 9 ông lại bắn hạ thêm một chiến BF 109 của JG 52. Hôm sau, ông trở thành chỉ huy Không đoàn sau khi Zdzisław Krasnodębski bị bỏng nặng. Ngày 15 tháng 9 ông lại bắn hạ thêm hai chiếc Dornier Do. 17 của KG 2.
Vào 18 tháng 9 năm 1940, ông được trao huân chương Thập tự Bạc của Virtuti Militari bởi Tướng Sikorski, Tổng chỉ huy tối cao lực lượng Ba Lan bấy giờ. Vào ngày 24 tháng 10, ông được trao huân chương Thập tự Không quân Vương quốc Anh.
Vào 27 tháng 9 ông đi vào huyền thoại khi bắn hạ những chiếc như Ju 88s của KG 77, Bf 109 và Bf 110 của 15.LG 1. Vào ngày 30 tháng 9 ông tiếp tục bắn hạ những chiếc Bf 109s (một từ JG 26, một từ II./JG 53 và một từ 4.JG 54) và Dornier Do 17 của KG 3. Mặc dù vậy ông vẫn không được trọng dụng và vào 21 tháng 10 ông phải chuyển giao vị trí cho Zdzisław Henneberg.
Trong cuộc Không chiến tại Anh Quốc, ông đã để lại dấu ấn khi bắn hạ 15 chiếc chiến đấu cơ và một chiếc vận tải, nhiều thứ nhì chỉ sau Stanisław Skalski trong số các phi công Ba Lan, và cũng là một trong mười phi công giỏi nhất trong cuộc chiến cho Khối Đồng Minh.
Từ 15 tháng 4 cho tới 1 tháng 6 năm 1941, ông chỉ huy Phi đội Cánh số 1 của Ba Lan ở Northolt trước khi được điều vào Không đoàn số 11 RAF. Vào ngày 11 tháng 6 cùng năm đó ông cũng vào Võ quán Không quân Số 2 tại đại sứ quán Ba Lan ở Hoa Kỳ.
Tháng 9 năm 1943, ông tham gia vào không đoàn số 14 của Không quân Hoa Kỳ tại Trung Hoa Dân Quốc. Vào ngày 23 tháng 10, ông tham gia vào Đại đội Không lực số 75 của Phi đội Hổ Bay trên chiếc Curtiss P-40 Warhawk. Trên đó, ông đã một mình bắn hạ tới 2 chiếc Mitsubishi A6M Zero trong 6 chiếc ông đối đầu (thực ra là Nakajima Ki-44 "Tojo" của Đội Sentai 85).
Theo những ghi chép của riêng ông, ông cũng có bắn hạ những máy bay chiến đấu Nhật khác ở Trung Quốc và phá hủy một số kho tàng địch song không được chứng nhận thực tế. Theo Kenneth K. Koskodian, ông thực sự có bắn hạ 11 máy bay Nhật khi còn là khách của Claire Lee Chennault. Ông về sau được trao tặng Huân chương Phòng không Hoa Kỳ và Huân chương Thập tự của Trung Quốc.
Vào tháng 12 năm 1943 ông trở về Vương quốc Liên hiệp Anh và Bắc Ireland và trở lại Võ quán Phòng không ở Hoa Kỳ.
Trong suốt cuộc chiến, các máy bay lái bởi ông chưa từng bị trúng đạn của địch.

### Hậu Thế chiến II

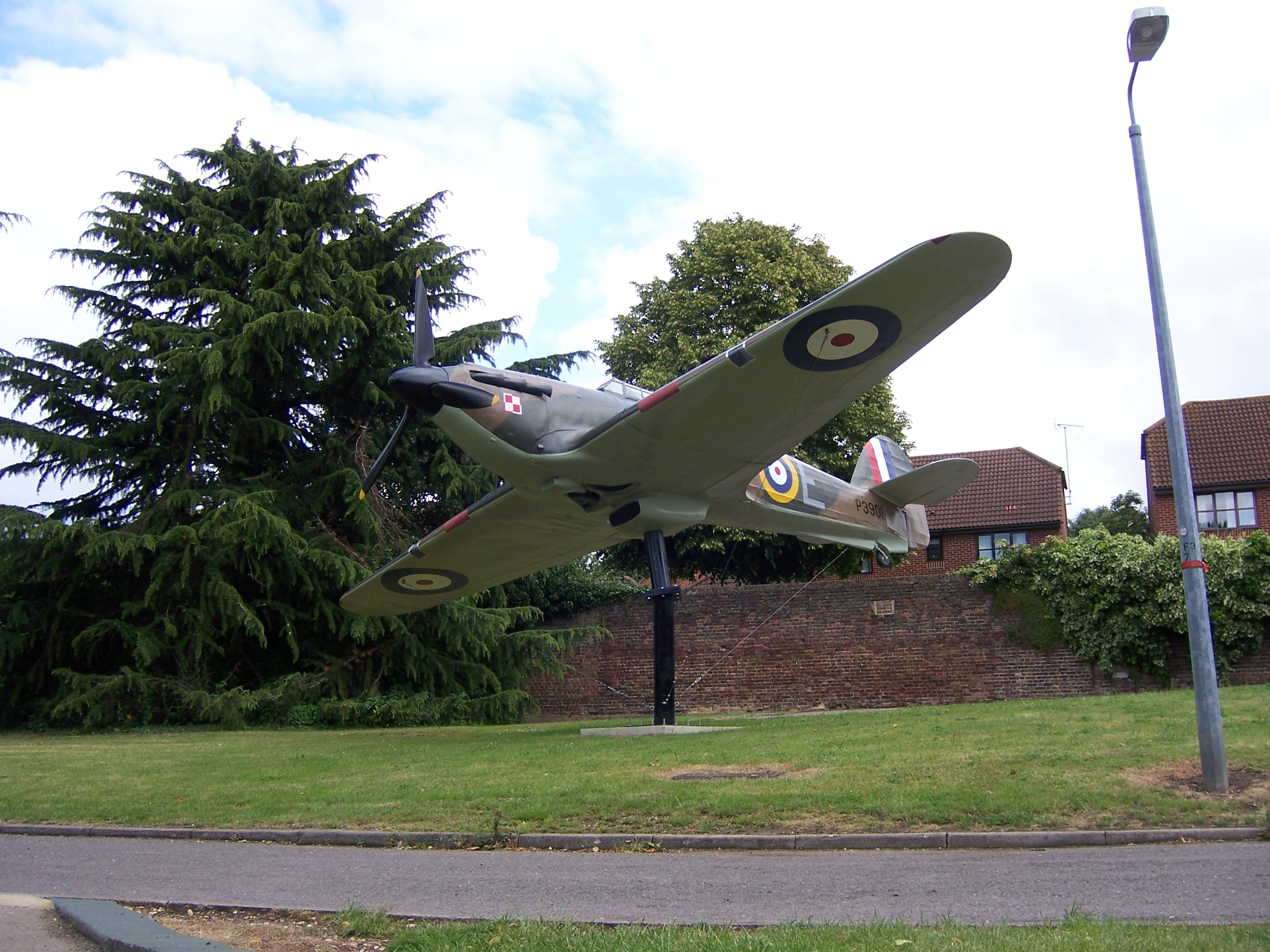
Cổng gác đền Hurricane của RAF Uxbridge trong tông màu của phi đội 303 Witold Urbanowicz.

Năm 1946, ông trở về Cộng hòa Nhân dân Ba Lan nhưng bị lực lượng cảnh sát mật cộng sản Ba Lan Służba Bezpieczeństwa bắt sống tới bốn lần do bị nghi là điệp viên phương Tây, nhưng chưa từng bị cầm tù. Sau lần thứ tư, ông chạy tị nạn sang Hoa Kỳ và làm việc cho American Airlines, Eastern Airlines và Republic Aviation, về hưu năm 1973. Vào năm 1991, hai năm sau khi chế độ cộng sản Ba Lan sụp đổ, ông trở về Ba Lan và vào năm 1995, ông được trao tặng quân hàm Tướng quân. Ông mất ngày 17 tháng 8 năm 1996.
Một tượng đài máy bay tại RAF Uxbridge được khánh thành tháng 9 năm 2010 trên gam màu của Urbanowicz để thể hiện sự tri ân với ông trong cuộc không chiến Anh Quốc.

## Ghi nhận
| “ | Bởi vì chúng tôi không đòi hỏi tự do, chúng tôi chiến đấu vì nó | ” |

## Trao tặng
Virtuti Militari, Silver Cross (ngày 18 tháng 9 năm 1940)
 Cross of Valour, four times
 Distinguished Flying Cross (United Kingdom)
 Air Medal (United States)
Flying Cross (China)